# 비스트마스터 (영화)
《비스트마스터》(영어: The Beastmaster)는 미국에서 제작된 돈 코스커렐리 감독의 1982년 검마 판타지 영화이다. 마크 싱어 등이 출연하였고, 도널드 P. 보처스 등이 제작에 참여하였다. 대한민국에서는 《비스마스터》라는 제목으로 개봉하였다.
1991년 속편 《비스트마스터 2》가 개봉하였다.

## 출연진
- 마크 싱어
- 타니아 로버츠
- 립 톤
- 존 에이모스
- 로드 루미스
- 벤 해머
- 토니 에퍼

## 기타 제작진
- 의상: 베티 페차 매든